# 化学受容器
化学受容器（かがくじゅようき、英: chemosensor, chemoreceptor）は、特定の物質の化学刺激により、求心性神経インパルスの発生のきっかけとなる受容器である。味受容器や嗅受容器などが感覚器系で機能するほか、呼吸や血圧の調整などにも関与している。特定の化学物質に親和性を有するものもある。化学受容器に物質が結合することにより興奮あるいは抑制の情報を中枢に伝える。